# ستوبال

محل حوزهٔ شهرداری ستوبال در نقشهٔ پرتغال.

سِتوبال (پرتغالی: Setúbal) یکی از شهرهای کشور پرتغال است.
شهر ستوبال بر کرانهٔ شمالی خور رودخانه سادو و در ۴۰ کیلومتری لیسبون واقع شده‌است.
ستوبال در آغاز سدهٔ بیستم مرکز مهم صنعت ماهی‌گیری پرتغال به ویژه ساردین بود.

## نگارخانه

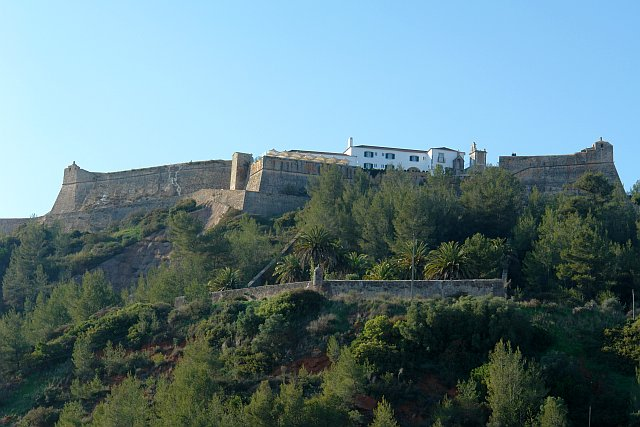
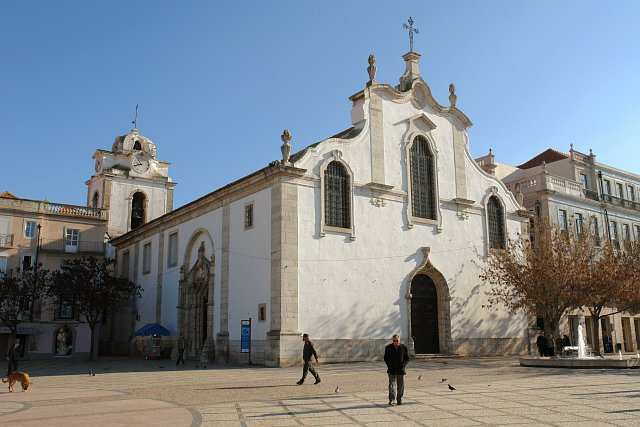
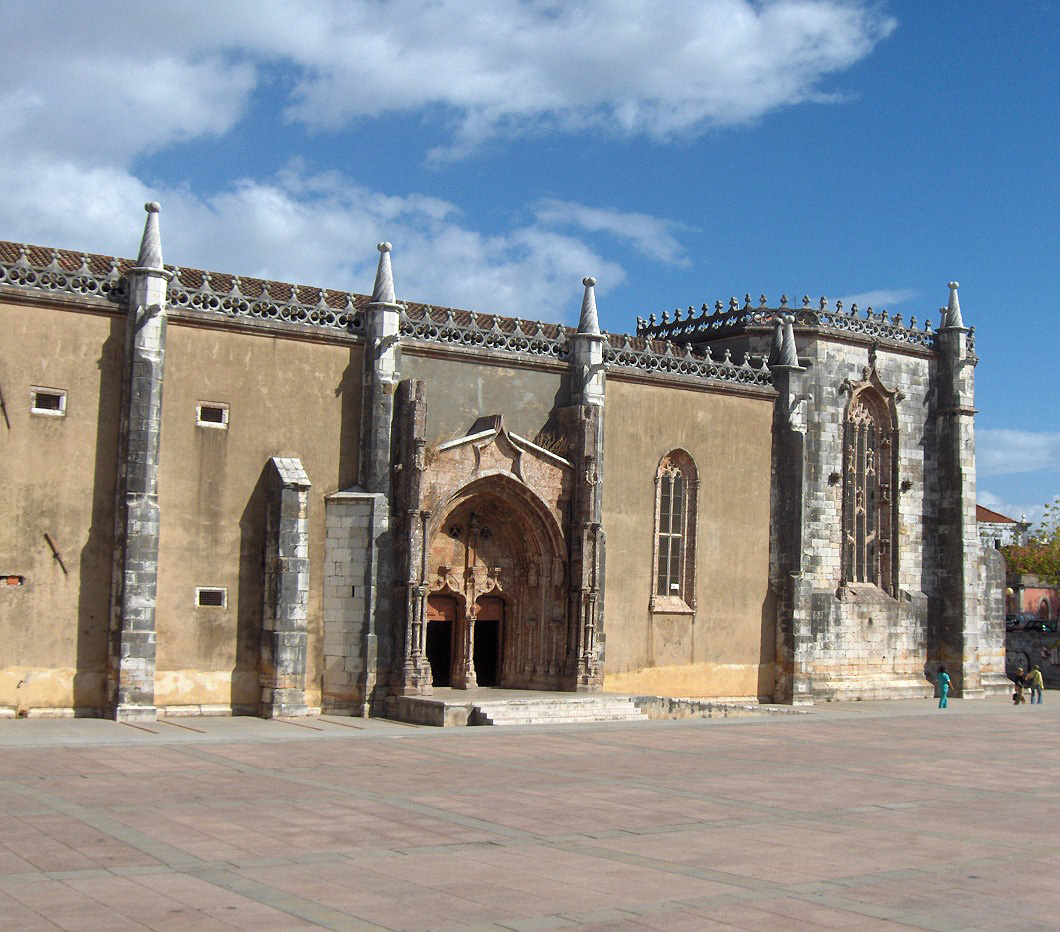
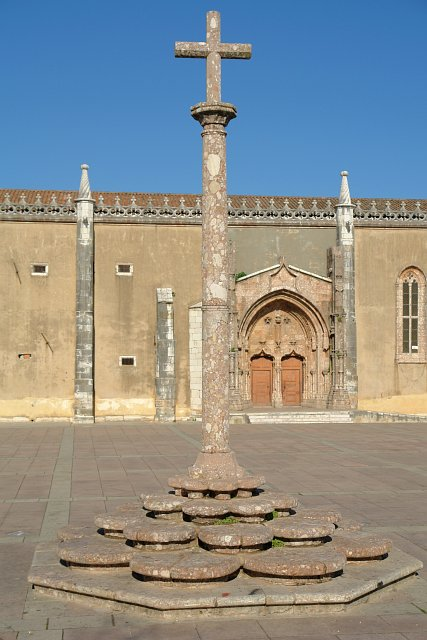
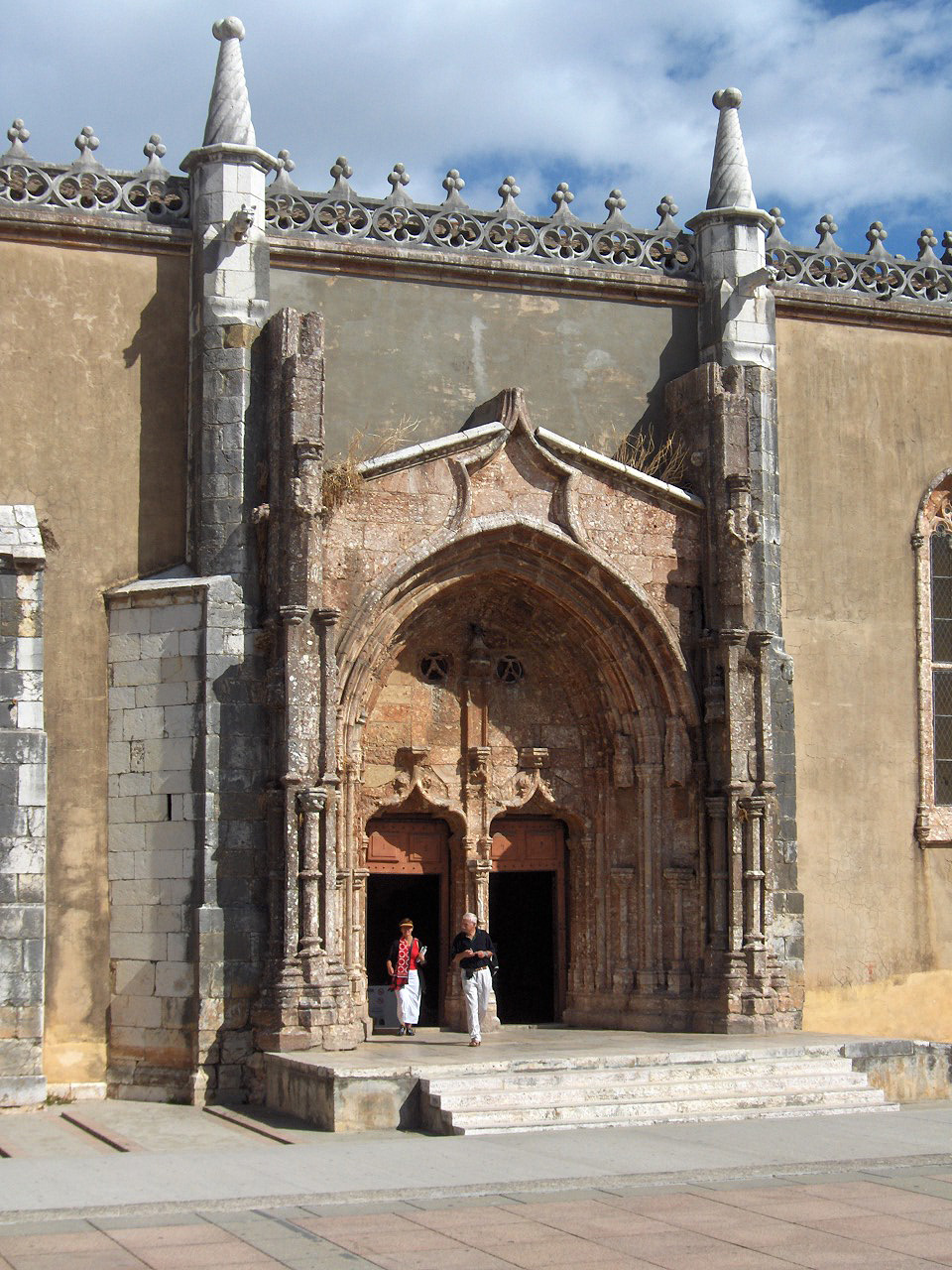
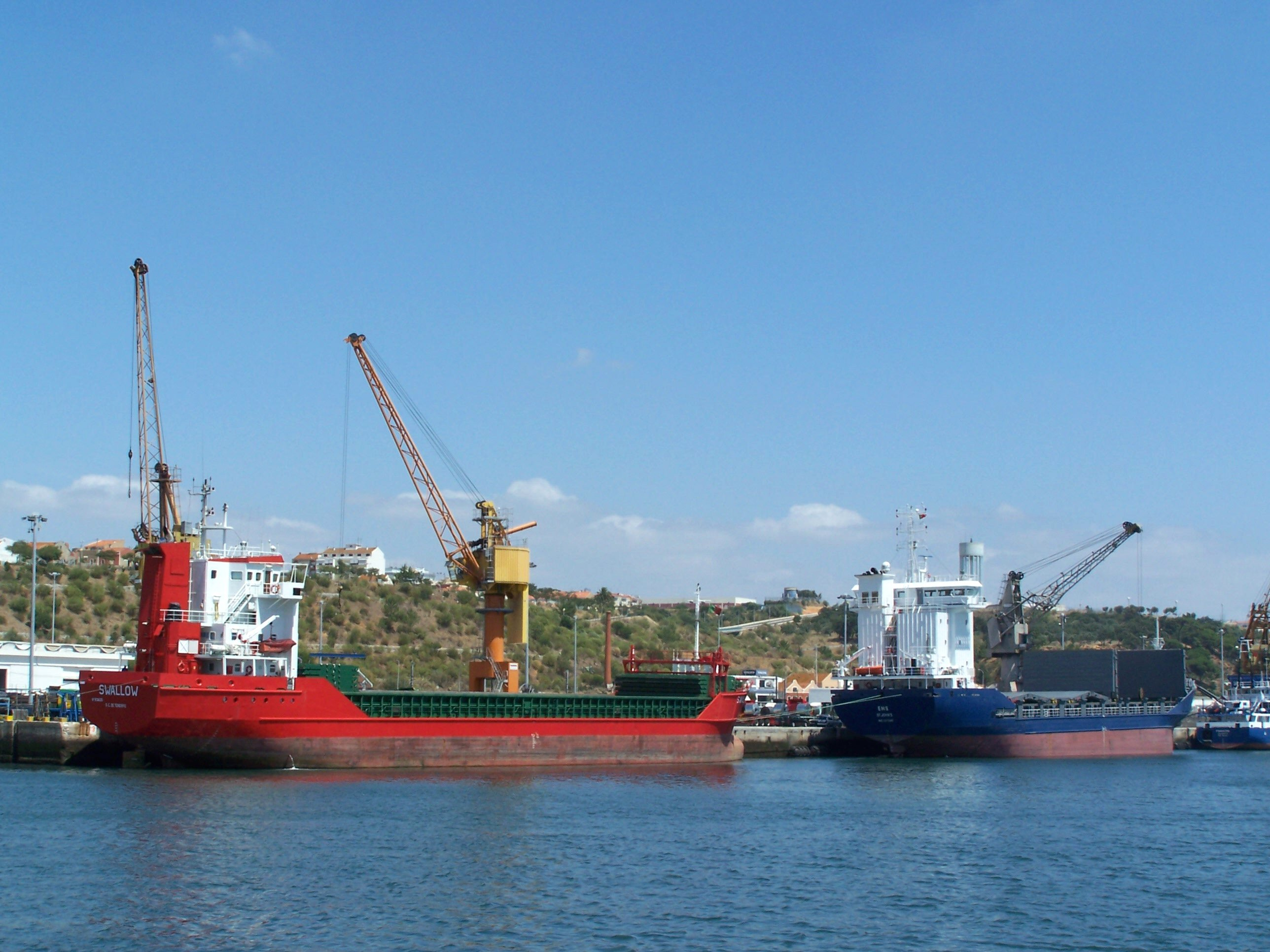
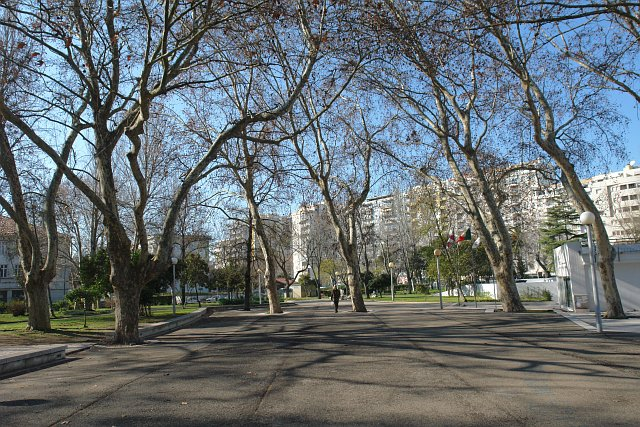
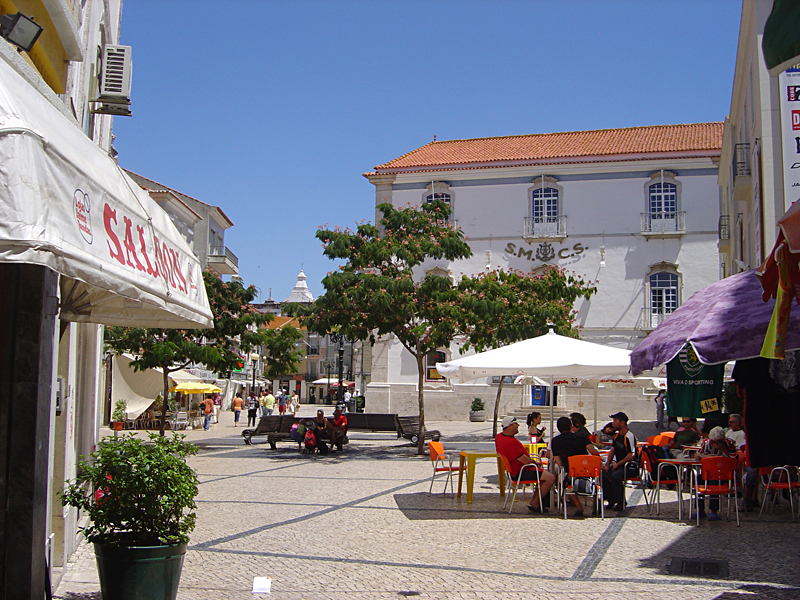

## افراد مشهور
ژوزه مورینیو یکی از سرشناس‌ترین مربیان فوتبال جهان در ستوبال به دنیا آمده‌است.

## موقعیت جغرافیایی
موقعیت جغرافیایی شهرها و مناطق اطراف به شرح زیر است: